# Worried About You
"Worried About You" er en sang fra Rolling Stones album Tattoo You fra 1981.
Sangen blev skrevet af sangeren Mick Jagger og guitaristen Keith Richards, og "Worried About You" er en langsom ballade der første gang blev indspillet i 1975 til albummet Black and Blue . 
Denne sang blev brug til at finde en erstatning for Mick Taylor, der havde forladt bandet. På dette nummer spillede derfor Wayne Perkins lead guitar. Som på så mange andre sange fra Black and Blue perioden, blev også denne sang indspillede i Rotterdam, Holland, hvor Rolling Stones Mobile Studio blev brugt. Overdubs blev udført i Montreux, Schweiz, ligesom senere i 1981 i New York City.
Jagger sang (med en falset ligesom på tidligere indspilninger f.eks. Emotional Rescue), mens Richards og Perkins spillede guitarerne, hvor Perkins spillede soloen. Charlie Watts og Bill Wyman spillede henholdsvis trommer og bass. Billy Preston, en massiv bidrogsyder til The Stones albummer gennem 1970'erne, spillede klaver. Koret bestod af Jagger og Richards .
Sangen blev spillet under The Stones tour i 2002 – 2003, Licks Tour, og blev udgivet på live albummet som blev udgivet i 2004 nemlig Live Licks. 

### Fodnote
1. ↑  Worried About You
2. ↑  Worried About You